# Marion Bunel
Marion Bunel (* 7. Oktober 2004 in Bernay) ist eine französische Radrennfahrerin, die auf der Straße aktiv ist.

## Sportlicher Werdegang
Marion Bunel wurde in Bernay geboren und fuhr zunächst für den Vélo Club in Lisieux. Sie stammt aus einer radbegeisterten Familie, ihre Urgroßeltern waren Fahrradhändler in Livarot, ihre Großmutter und ihr Großvater väterlicherseits und auch ihr Vater waren Radrennfahrer. Nach dem Wechsel in die U23 wurde Brunel 2023 Mitglied im VC Islois-Team Stamina. In der zweiten Saisonhälfte erhielt sie die Möglichkeit, als Stagiaire für das Team St Michel-Mavic-Auber 93 zu fahren, und erzielte beim Eintagesrennen La Périgord Ladies einen siebten Platz. 
Zur Saison 2024 wurde Bunel festes Mitglied im Team St. Michel-Mavic-Auber 93. Bereits im Juni 2024 erzielte sie ihren ersten UCI-Erfolg bei der Alpes Grésivaudan Classic vor Évita Muzic. Sie nahm an der Tour de France Femmes 2024 teil und belegte den 17. Platz in der Gesamtwertung und den dritten Platz in der Nachwuchswertung. Direkt im Anschluss gewann sie bei der Tour de l’Avenir Femmes beide Bergankünfte und sicherte sich damit auch den Gewinn der Gesamtwertung.
Nach ihren Erfolgen in der Saison 2024 erhielt Brunel zur Saison 2025 einen Vertrag beim UCI Women’s WorldTeam Visma-Lease a Bike.

## Erfolge
2024
- Alpes Grésivaudan Classic
- Gesamtwertung, zwei Etappen und Nachwuchswertung Tour de l’Avenir Femmes
- Nachwuchswertung Tour de l’Ardèche

2025
- Nachwuchswertung Katalonien-Rundfahrt
- Nachwuchswertung Tour de Suisse